# Historis danae
Historis danae är en fjärilsart som beskrevs av Pieter Cramer 1779. Historis danae ingår i släktet Historis och familjen praktfjärilar. Inga underarter finns listade i Catalogue of Life.